# 底比斯 (希臘)
底比斯（希臘語：Θήβα，[ˈθiva]），又称忒拜或特拜（[tʰɛ̂ːbai̯]），作为现代地名时则译为锡韦或锡瓦，是位于希腊中希臘大區维奥蒂亚专区的古城。因为这座城市是关于卡德摩斯、俄狄浦斯、狄俄尼索斯、七將攻忒拜、特伊西亚斯等故事的发生地，所以它在希腊神话中占有重要地位。在底比斯境内以及周边的考古发掘发现了一处迈锡尼定居点与写有“线性文字B”字符的泥板，显示了该城在青铜时期具有的重要地位。
在古代，底比斯曾经是维奥蒂亚地区的最大城市，也是维奥蒂亚邦联的领导城市。它也曾是古雅典城的主要对手之一，并且于前480年薛西斯一世入侵希腊的行动中支持波斯的作战。在伊巴密浓达的领导下，底比斯军队于前371年在留克特拉战役中击败了斯巴达军队。而其精銳底比斯圣队在对抗亚历山大大帝与腓力二世的喀罗尼亚战役中大敗的事蹟亦廣為人知。在前335年，亚历山大大帝摧毁该城之前，底比斯是希腊历史中的一支重要力量，并且是在马其顿征服希腊时勢力最大的城邦。在拜占庭时期，该城也因丝绸而著称。
现代的底比斯城（锡韦）設有考古博物馆，亦保留了卡兹米亚遗址（青铜时代遗址与前线堡垒）与其他細碎的古代遗迹。同時，它也是维奥蒂亚专区的最大城镇。

## 地理
底比斯坐落在位于其北部的伊利基湖与作为维奥蒂亚地区与阿提卡分界的基塞龙山之间的平原地區。它的海拔高度在215米左右，城市位于雅典的西北约50公里（31英里），拉米亚东南约100公里（62英里）处。 希腊1号高速公路与雅典–塞萨洛尼基铁路将雅典与希腊北部将底比斯（锡韦）连接起来。

## 神话记载
对于底比斯最初时的记载保存于希腊人大量的口述传说中，那些口口相传的故事以它们的庞大分支与对古典时期文学所造成的影响，甚至可以媲美特洛伊神话。而整个底比斯神话主要可以分为五个故事：
1. 卡德摩斯筑卡兹米亚（英语：Cadmea）城堡，与地生人的成长（应该是一种用于解释将“底比斯”的名字著称于世的底比斯贵族的起源的原因论法故事）。
2. 安菲翁筑“七门之墙”，和仄忒斯、安提俄珀与狄耳刻（英语：Dirce）的同源故事。
3. 拉伊俄斯的故事，其劣迹在七将攻底比斯、俄狄浦斯、俄皮戈尼（英语：Epigoni）与其家族没落的悲剧中达到高潮；拉伊俄斯对克吕西波的同性强暴被一些古人称为是最早存在於凡人之间的同性恋行为，并且可能是底比斯著名的娈童恋教育法的起源緣由。
4. 塞墨勒的自焚与狄俄倪索斯的诞生。
5. 赫拉克勒斯的功绩。

希腊人将底比斯建城的功劳归于卡德摩斯，一位来自黎巴嫩泰尔的腓尼基国王、欧罗巴皇后的兄長。卡德摩斯因传授腓尼基字母与建造底比斯之卫城而闻名，而该卫城也被命名为“卡兹米亚”以歌颂他的功绩并成为了知识、信仰与文化中心。

## 历史

### 早期
在底比斯境内以及周围的考古发掘发现了迈锡尼时期含有武器、象牙以及写有线形文字B的泥板的箱型坟墓。在当地发现的泥板上的字形与词语被证实包含以下的内容：
, te-qa-i, 破译后读作： *Tʰēgʷai̮s (Ancient Greek: , Thēbais, i.e. "at Thebes", Thebes in the dative-locative case), , te-qa-de, for *Tʰēgʷasde (, Thēbasde, i.e. "to Thebes"), and , te-qa-ja, for *Tʰēgʷaja (, Thēbaia, i.e. "Theban woman").
一般可以断定，最初的底比斯是最早的由希腊人建立的、由多个聚居点组成的并具有防御能力的城市，而这为其之后在史前时期中的重要性——也就是军事能力——奠定了基础。狄格·贾科兹（Deger-Jalkotzy）称来自埃及阿蒙霍特普三世时期所建造的祭庙的雕像底座上出现了一个类似“底比斯（Thebes）”的名字。这个名字用埃及象形文字以准音节的形式拼出了“d-q-e-i-s”的字样，被认为是四个较为重要的亚该亚王国之一的国名（其他之中的两个分别是克诺索斯和迈锡尼）。

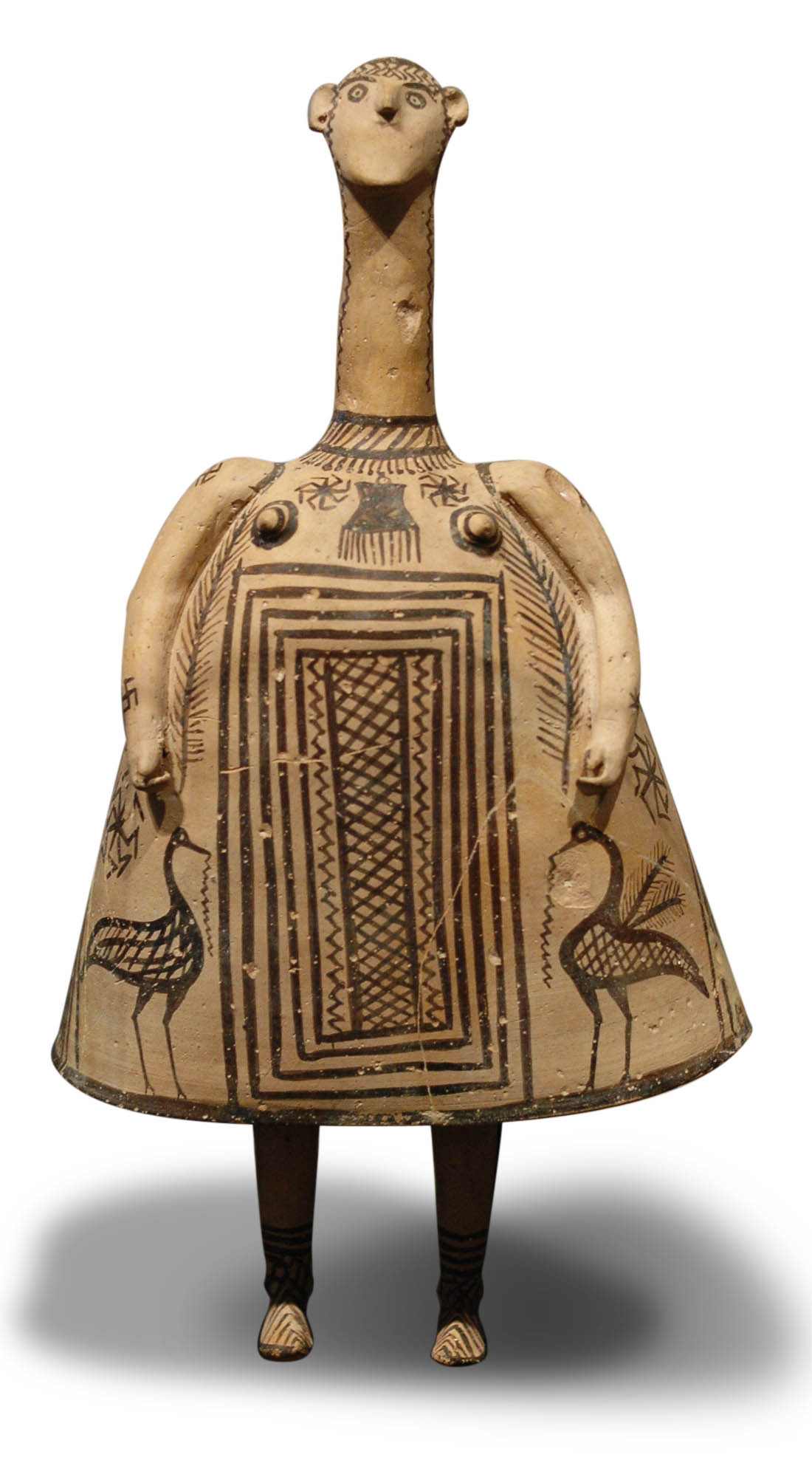
底比斯酒壶，前7世纪

### 短期稱霸
前378年,底比斯将领高吉达斯于组织了底比斯圣队。
前379年，将军伊巴密濃達为充分发挥这支部队的战斗能力，将其由原来与普通士兵的混编中独立出来，实际上成了底比斯的特种部队。
前371年，底比斯在「國王和平」（King’s Peace）會議上展現出強硬且咄咄逼人的姿態。這些行為觸怒了雅典，使底比斯失去了這位重要盟友的支持，同時也失去了其在第二次雅典同盟中的地位。最終爆發与斯巴达人的留克特拉战役，戰役中伊巴密濃達巧妙使用斜線陣型戰術（oblique order），趁著斯巴達軍改變陣列方向而陣形不穩之時，冲入敌阵。戰役中斯巴达的國王克勒姆布羅托一世戰死，极大挫伤了敌人的锐气，对此战中底比斯聖隊的胜利功劳极大。這場勝利象徵著斯巴達長期霸權的終結，底比斯正式登上希臘主宰之位。
然而，底比斯的霸權建立在脆弱的地緣聯盟之上。與阿卡迪亞聯盟（Arcadian League）在政策上的歧見日益加深，尤其在是否干涉阿卡迪亞內政與軍事行動方面分歧甚大。這導致阿卡迪亞人轉而向雅典尋求支持，形同形成反底比斯的包圍網。
前362年，發動了曼蒂尼亞戰役（Battle of Mantinea）。儘管底比斯未在此役中遭遇明確敗績，但伊巴密濃達在戰中戰死，這場失去靈魂人物的勝利實為戰略性挫敗。隨著他的死，底比斯無力維持戰略整合與領導核心，其霸權地位隨之崩潰。